# Попова, Елена Кимовна
Еле́на Ки́мовна Попо́ва (род. 17 апреля 1956, Ленинград, СССР) — советская и российская актриса театра и кино. С 1978 года выступает на сцене Большого драматического театра им. Г. А. Товстоногова. Народная артистка России (1999).

## Биография
Елена Попова в 1979 году окончила ЛГИТМиК (курс А. И. Кацмана и Л. А. Додина). В 1978 году была принята в труппу Ленинградского Большого драматического театра им. М. Горького. В настоящее время является одной из ведущих актрис театра, с 1992 года носящего имя Г. А. Товстоногова.
Была в отношениях с поэтом, музыкантом и композитором Борисом Гребенщиковым, режиссёром Темуром Чхеидзе, актёром театра и кино, режиссёром и сценаристом А. В. Феклистовым, от которого родила сына Андрея. Была замужем за режиссёром Юрием Аксёновым.

## Театральные работы
- 1978 — «Жестокие игры» А. Н. Арбузова. Постановка Ю. Е. Аксенова — Неля
- 1979 — «Наш городок» Т. Уайлдера. Постановка Э. Аксера — Эмили
- 1979 — «Три мешка сорной пшеницы» В. Тендрякова. Постановка Г. А. Товстоногова — Вера (ввод)
- 1980 — «Волки и овцы» А. Н. Островского. Постановка Г. А. Товстоногова — Глафира
- 1980 — «Перечитывая заново». Постановка Г. А. Товстоногова и Ю. Е. Аксенова — Сапожникова
- 1981 — «Последний срок» В. Г. Распутина. Постановка Е. А. Лебедева — Танчора (ввод)
- 1982 — «Амадеус» П. Шеффера. Постановка Г. А. Товстоногова и Ю. Е. Аксенова — Констанция Вебер
- 1983 — «Кафедра» В. В. Врублевской. Постановка М. Ю. Резниковича — Вера Белкун
- «Стеклянный зверинец»
- «Дворянское гнездо»
- «Коварство и любовь»
- «Ложь на длинных ногах»
- «Федра»
- «Борис Годунов»
- «Дом, где разбиваются сердца»
- «Отец»
- «Дом, где разбиваются сердца» Дж. Б. Шоу — леди Этеруорд
- «Двенадцатая ночь, или Как пожелаете» У. Шекспира — Мария
- «Блажь!» А. Н. Островский, П. М. Невежина — Гурьевна
- «Ангелова кукла» Э. С. Кочергина — Персонаж
- «Дядюшкин сон» Ф. М. Достоевского — Карпухина Софья Петровна, полковница
- «Дон Карлос, инфант испанский» Ф. Шиллера — принцесса Эболи

## Фильмография
- 1976 — «Ключ без права передачи» — школьница
- 1980 — «Куст сирени» — Вера
- 1985 — «Батальоны просят огня» — медсестра Шура
- 1985 — «Встретимся в метро» — Зоя
- 1985 — «Продавец птиц» — Христина
- 1986 — «Земля моего детства» — Таня Корнеева
- 1986 — «Очная ставка» — Ольга Шерстнева, подруга Анны
- 1986 — «Сошедшие с небес» — Нюся
- 1987 — «Необыкновенные приключения Карика и Вали» — Лена
- 1988 — «Радости земные» — Лиза
- 1988 — «Узник замка Иф» —
- 1989 — «Замри — умри — воскресни!» — мать Валерки
- 1990 — «Мышеловка» — Молли Рэлстон
- 1991 — «Не будите спящую собаку» — Ада
- 1992 — «Самостоятельная жизнь» — мать Валерки
- 1994 — «Глухарь» — Екатерина Сергеевна Грачева, следователь по особо важным делам
- 1994 — «Без обратного адреса» — женщина «бальзаковского» возраста
- 2000 — «Дом Надежды»
- 2001-2002 — «Крот» — Нина Пантелеева
- 2002 — «Мишель» — Жанна
- 2004 — «Тайны следствия-4» — Маргарита Михайловна Храмова
- 2006 — «Вызов-2» — Анна Витальевна Полежаева
- 2006 — «Кружение в пределах кольцевой» — Ирина
- 2006 — «Никаких других желаний» — Она
- 2006 — «Расписание судеб» — Нонна Смирнова
- 2006 — «Старые дела» — Ольга
- 2006 — «Час пик» — Надежда Ивановна
- 2007 — «Бандитский Петербург. Фильм 10. Расплата» — Лариса
- 2010 — «Семейный дом» — мать Артёма
- 2021 — «Капитан Волконогов бежал» — женщина в дверях
- 2022 — «Раневская» — Лавровская

## Озвучивание
- 2006 — «Фаворский» — сотрудница

## Звания и награды
- Заслуженная артистка РСФСР (16 октября 1991 года) — за заслуги в области искусства[4].
- Народная артистка Российской Федерации (17 июня 1999 года) — за большие заслуги в области искусства[2].
- Высшая театральная премия Санкт-Петербурга «Золотой софит» (1999) в номинации «Лучшая женская роль».
- премия «Золотая маска» (2000) в номинации «Драматическая актриса» (за роль Лауры в спектакле «Отец» А. Стриндберг, на малой сцене АБДТ).
- Медаль Пушкина (13 февраля 2004 года) — за большой вклад в развитие отечественного театрального искусства[5].
- Главная независимая актёрская премия имени Владислава Стржельчика Союза Театральных Деятелей Санкт-Петербурга за 2005 год.
- Медаль ордена «За заслуги перед Отечеством» II степени (5 февраля 2009 года) — за большой вклад в развитие отечественного театрального искусства и многолетнюю плодотворную деятельность[6].
- Медаль ордена «За заслуги перед Отечеством» I степени (2 мая 2018 года) — за большой вклад в развитие отечественной культуры и искусства, многолетнюю плодотворную деятельность[7].